# Anstey (Leicestershire)
Anstey – wieś w Anglii, w hrabstwie Leicestershire, w dystrykcie Charnwood. Leży 6 km na północny zachód od miasta Leicester i 149 km na północny zachód od Londynu. W 2001 miejscowość liczyła 5821 mieszkańców.